# Zádor (Słowacja)
Zádor – wieś (obec) na Słowacji położona w kraju bańskobystrzyckim, w powiecie Rymawska Sobota. Pierwsze wzmianki o miejscowości pochodzą z roku 1327. 
Według danych z dnia 31 grudnia 2012, wieś zamieszkiwało 146 osób, w tym 85 kobiet i 61 mężczyzn.
W 2001 roku rozkład populacji względem narodowości i przynależności etnicznej wyglądał następująco:
- Słowacy – 2,97%
- Romowie – 13,86%
- Węgrzy – 83,17%

Ze względu na wyznawaną religię struktura mieszkańców kształtowała się w 2001 roku następująco:
- Katolicy rzymscy – 20,79%
- Grekokatolicy – 0,99%
- Ateiści – 1,98%